# Xã South Sharps Creek, Quận McPherson, Kansas
Xã South Sharps Creek (tiếng Anh: South Sharps Creek Township) là một xã thuộc quận McPherson, tiểu bang Kansas, Hoa Kỳ. Năm 2010, dân số của xã này là 111 người.